# 三島通庸関係文書
三島通庸関係文書（みしまみちつねかんけいもんじょ）は、明治初期の官僚で山形・福島・栃木の県令、警視総監を務めた、三島通庸が所蔵していた文章・資料・手紙・写真の総称である。略して三島文書という時もあり。

## 貴重な憲政資料
土木・財政・治安などの県政にかかわる記録、中央政府の要人との手紙、自由民権運動に対する過酷な弾圧記録が、克明に記されている大変貴重な憲政資料である。実際、山形県史では山形県令時代の三島文書を丸ごと引用して1冊にまとめているほどである。
通庸の志を受け継いだのか息子の三島弥太郎も多数の資料を残し、三島弥太郎関係文書として保存されている。

## 原版の所在
親子2代の記録は現在国立国会図書館の本館4階憲政資料室に保管されており、簡単な手続きで閲覧が可能。しかし、弥太郎文書のほうは一部非公開である。